# Armed Love
Armed Love è un album in studio del gruppo musicale svedese The (International) Noise Conspiracy, pubblicato nel 2004.

## Tracce
1. A Small Demand – 3:45
2. The Way I Feel About You – 4:50
3. Let's Make History – 4:06
4. The Dream Is Over – 3:27
5. All in All – 3:50
6. Black Mask – 3:35
7. Communist Moon – 3:44
8. This Side of Heaven – 3:13
9. Like a Landslide – 4:10
10. Armed Love – 4:49